# Gabriela Negreanu
Gabriela Negreanu (nume la naștere Gabriela Vasilache; n. 6 iulie 1947, București – d. 22 octombrie 1995, București) a fost o poetă, eseistă și redactor de editură română.

## Activitate
S-a născut la București, dar și-a făcut primele 7 clase la Botoșani, unde a început și liceul, a continuat la Botoșani și a terminat la Călărași, din cauza peregrinărilor părinților. A scris poezii de la vârsta de 8 ani și a activat în echipele de teatru ale școlilor frecvantate. A debutat cu poezia Dunăre, în Luceafărul, 1963 semnată Gabriela Vasilache. A mai folosit și pseudonimul Maria-Gabriela Vasilache. Participantă la cenaclurile bucureștene Junimea, Labiș etc. și la echipele de teatru studențesc. 
Între 1965 -1970 urmează Facultatea de Limba și Literatura Română a Universității din București, se căsătorește în 1969 și are un fiu în 1971. După licență, va fi timp de 15 ani redactor la Editura Albatros. În 1983, ca redactor de carte al volumului Saturnalii, de C.V. Tudor, va trage toate ponoasele pentru că autorul strecurase o poezie cu cifru, ofensatoare la adresa rabinului-șef Moses Rosen. În Săptămâna, Eugen Barbu, în mod aberant, dar de fapt solidar cu Vadim și totodată nemulțumit de faptul că editoarea îi sprijinise pe diverși adversari ai săi, inclusiv pe Adrian Păunescu, declanșează un atac mișelesc, în serial, împotriva Gabrielei Negreanu. În 1985 va fi înlăturată de la editură, mutată într-un post de funcționară. După Decembrie 1989 va lucra la redacția Culturală a Televiziunii Române, realizatoare a emisiunii Logos și ethos.
Se sinucide, aruncându-se de pe terasa blocului unde locuia. A încetat din viață la 22 octombrie 1995 la București și a fost înmormântată la Cimitirul Străulești II.

## Volume publicate
- Paul Valery și modelul Leonardo (1978), debut;
- Decorul și prezența (1979);
- Aventurile lui Mototol-Rostogol la prima lui ieșire din ocol, roman pentru copii, București, 1981;
- Elegii pentru sufletul înflorit (1981);
- Jurnal. Eul peregrin'' (1984);
- Partea omului (1987);
- Incinte (1988);
- P. Joachim, Oratie pentru o re-nastere, antologie, trad., pref. si note de Gabriela Negreanu, Bucuresti, 1989;
- Viziune cu logofagi (1994);
- Memoria unui creier (1995);[6]
- Noaptea initiatilor (1995);